# غلين هولت
غلين هولت (بالإنجليزية: Glenn Holt)‏ هو لاعب كرة قدم أمريكية أمريكي، ولد في 31 يوليو 1984 في ميامي في الولايات المتحدة.

## وصلات خارجية
- غلين هولت على موقع مرجع كرة القدم المحترفة.كوم (الإنجليزية)
- غلين هولت على موقع JustSportsStats.com (الإنجليزية)